# Massaker am Padule di Fucecchio

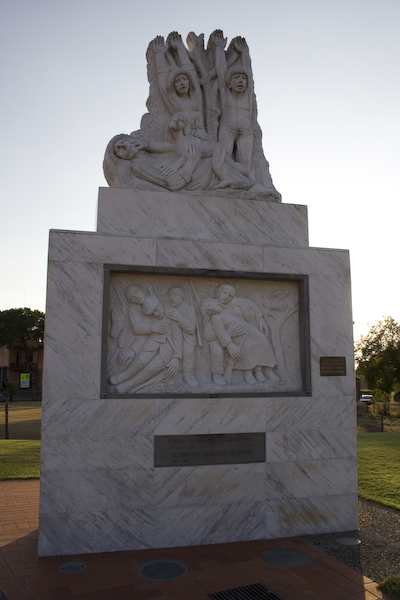
Das zentrale Denkmal aus Carrara-Marmor bei Castelmartini (Larciano), das am 16. September 2002 vom italienischen Staatspräsidenten Carlo Azeglio Ciampi eingeweiht wurde.

Das Massaker am Padule di Fucecchio (Padule di Fucecchio = Sumpf von Fucecchio) ereignete sich am 23. August 1944 in Mittelitalien. Bei dem Massaker, ausgeführt von Truppenteilen der deutschen 26. Panzer-Division, wurden 174 Zivilpersonen getötet.

## Ort des Massakers
Fucecchio liegt etwa 40 km westlich der Provinz- und Regionalhauptstadt Florenz im unteren Arnotal, an der Grenze zu den Provinzen Pisa, Lucca und Pistoia in der Toskana. Die Stadt grenzt südlich an den Flusslauf des Arno.
Von Monsummano Terme im Norden kommend verläuft die Nationalstraße 436, in einem leichten Bogen nach Osten, östlich des Sumpfgebietes, welches sein Wasser über den Canale Usciana hinter Montecalvoli in den Arno einspeist, bis zur direkt südlich des Sumpf gelegenen Stadt Fucecchio.

## Vorgeschichte
Nach dem weiteren Vorstoß der alliierten Kräfte an der italienischen Küste fielen am 17. Juli im Osten Ancona mit einem intakten Hafen und am 19. Juli Livorno im Westen, mit einem zerstörten Hafen, in die Hand der alliierten Streitkräfte. Die deutschen Verbände bezogen nunmehr als neue Verteidigungsstellung die „Heinrich-Linie“, welche sich im Westen an den Unterlauf des Flusses Arno anlehnte.
Bis zum 23. Juli erreichte die US 5th Army Pisa und musste dann jedoch für den weiteren Angriff über den Arno auf die Instandsetzung des Hafens in Livorno warten, um ausreichend Nachschub und Ersatz für den Angriff zu erhalten. Die 5th Army musste Truppen und Luftstreitkräfte für eine Landung in Südfrankreich abgeben (Operation Dragoon) und ging deshalb südlich des Arno in Abwehrstellung.
Bei Florenz zog sich das 1. Fallschirmkorps auf das nördliche Arnoufer zurück uns sprengte bis auf eine einzelne, der Ponto Vecchio, alle Brücken. Die Wehrmacht bereitete sich allerdings auf einen weiteren Rückzug bis zur teilweise befestigten Gotenstellung vor.
In das Sumpfgebiet, Padule di Fucecchio, hatten sich Männer, Frauen und Kinder geflüchtet, um Schutz vor kriegerischen Handlungen zu suchen und lebten zum Teil in Schilfhütten.
Seit dem Waffenstillstand von Cassibile und der damit einhergehenden Spaltung innerhalb der italienischen Bevölkerung kam es in Mittel- und Norditalien auch immer wieder zu Angriffen von Widerstandskämpfern auf die nunmehr durch viele Italiener als Besatzungsmacht gesehenen deutschen Truppen.
Die 26. Panzer-Division sicherte mit ihren teils abgekämpften Verbänden einen Abschnitt nördlich des Arno gegen die von Süden erwarteten alliierten Verbände. Die Nationalstraße 436 stellte für den Verband einen Rückzugsweg nach Norden bis zur nächsten Verteidigungslinie, der „Goten-Linie“ dar. Die unwegsame Sumpflandschaft mit den verhältnismäßig vielen Menschen, die sich dort aufhielten, sah man als Rückzugsort von Partisanen an.

## Massaker

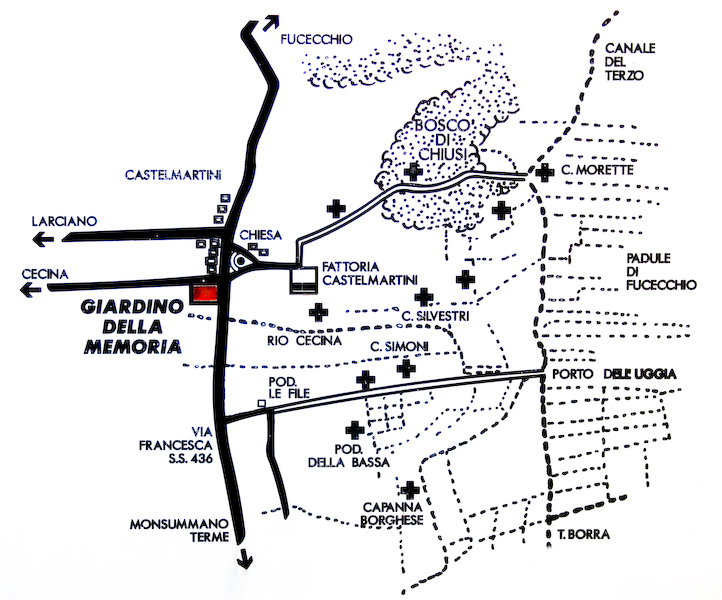
Karte von Orten, an denen die Opfer des Massakers gefunden wurden (Norden unten)

Früh am Morgen des 23. August 1944 begann die Aufklärungsabteilung 26 der 26. Panzer-Division mit den ihr zugewiesenen Teilen des Panzergrenadier-Regiments 9 und des Pionier-Bataillons 93 die sogenannte „Säuberung des Bandengebiets“. Das Einsatzgebiet umfasste neben dem Padule di Fucecchio auch die Orte Monsummano Terme, Larciano, Ponte Buggianese, Cerreto Guidi und Fucecchio. Der Führer der 26. Panzer-Division, Oberst Peter Eduard Crasemann hatte den Rittmeister Josef Strauch mit der Durchführung der Säuberung beauftragt.
Patrouillen der beauftragten Einheiten durchsuchten die Ränder des Sumpfs, wo bereits die meisten Zivilisten getötet wurden. Artillerie feuerte ins Schilf und auf am Sumpfrand stehende Gebäude, die in Brand gesetzt wurden. Wer in Häusern angetroffen wurde, wurde erschossen. Nur wenigen Menschen gelang die Flucht. Einige jüngere Männer überlebten, weil sie als Munitionsträger Verwendung fanden. Gefangene wurden sofort erschossen, sofern sie Waffen bei sich hatten. Im Süden des Sumpfs wurden Panzer eingesetzt und Gebäude beschossen. In einigen Fällen wurden die Leichen von Frauen und Kindern mit Stroh bedeckt und angesteckt.
Es fanden unmenschliche Gräueltaten statt. Einer blinden und gehörlosen Frau wurde eine gezündete Handgranate in die Tasche ihrer Schürze gesteckt, auch ein Fall von Leichenschändung wurde bekannt. Im Gebiet von Angions, aber auch bei Monsummano Terme und Larciano, beteiligten sich örtlich Anhänger der Faschisten an den Verbrechen. Am Anfang wurden noch die Leichen der Ermordeten durch Soldaten zu Massengräbern transportiert, doch auch Familienangehörige oder Geistliche beteiligten sich an der Bergung der Leichen. Es soll auch deutsche Soldaten gegeben haben, die sich um Verletzte gekümmert haben. Die Aktion und damit das Töten endete am frühen Nachmittag gegen 14:00 Uhr. Die sogenannte „Säuberung“ im Gebiet des Padule di Fucecchio gilt als eines der blutigsten Massaker in der Zeit der deutschen Besetzung Italiens.

## Opfer
Es waren insgesamt 174 Opfer zu beklagen:
- 113 männliche Opfer, darunter 13 Kleinkinder, 4 Jugendliche und 96 Erwachsene (darunter 31 über 55 Jahre alte Männer)
- 61 weibliche Opfer, darunter 10 Kleinkinder, das jüngste davon nur wenige Wochen alt, 6 Jugendliche, 45 Erwachsene (darunter 6 über 55 Jahre alte Frauen)

Die Opferzahlen nach Orten beziehungsweise Städten stellen sich wie folgt dar: Monsummano Terme 64, Larciano 47, Ponte Buggiane 32, Cereto Guidi 24, Fucecchio 7.

## Strafverfolgung
Die 26. Panzerdivision wurde bis Juli 1944 von Generalleutnant Freiherr Smilo von Lüttwitz kommandiert und diese Division war bis zu diesem Massaker nicht durch die Begehung von Kriegsverbrechen bekannt geworden. Nachdem von Lüttwitz durch den damals im Range eines Obersten stehenden 48-jährigen Eduard Crasemann abgelöst worden war, befasste sich der Divisionsstab mit Plänen zur sogenannten Bandenbekämpfung. Crasemann übergab dem 34 Jahre alten Kommandeur der Aufklärungsabteilung 26, Josef Strauch, das Kommando für die militärische Operation am 23. August 1944. Wie dieser Befehl lautete, war in den Verhandlungen Gegenstand von gegenseitigen Beschuldigungen und konnte nicht abschließend geklärt werden. Zweifelsfrei hauptverantwortlich für das Massaker waren Crasemann und Strauch.

### Urteil in Padua
General Eduard Crasemann wurde im April 1947 von einem britischen Militärgericht in Padua zur Verantwortung gezogen. Zu diesem Prozess war Josef Strauch als Zeuge geladen. Crasemann stellte die Behauptung auf, dass das Massaker durch die Verkettung unglücklicher Umstände entstanden sei, er sei schuldlos. Strauch seinerseits gab an, dass er persönlich von Crasemann zur Bandenvernichtung angewiesen worden sei und bis zum Schluss versucht habe ihn umzustimmen, was auch Zeugen bestätigten. Das Gericht glaubte Crasemann nicht und er wurde zu zehn Jahren Freiheitsentzug verurteilt. Er starb im Jahr 1950 im Militärgefängnis in Werl.

### Urteil in Florenz
Rittmeister Josef Strauch kam vor das Militärgericht Florenz und wurde zu sechs Jahren Gefängnis verurteilt. Das Urteil bestätigte das Oberste Militärgericht am 13. September 1949. Bereits im Frühjahr wurde er entlassen. Dies geschah auf Intervention der Regierung Konrad Adenauer beim italienischen Staatspräsidenten Luigi Einaudi, der ihn begnadigte.

### Urteile in Rom
Gegen Hauptmann Ernst August Arthur Pistor, Oberstabsfeldwebel Fritz Jauss und Unteroffizier Johann Robert Riss leitete die Militärstaatsanwaltschaft von La Spezia Ermittlungsverfahren ein. Das Militärgericht in Rom verurteilte am 25. Mai 2011 alle Angeklagten zu einer lebenslangen Freiheitsstrafe (Pistor verstarb im Juli 2011). Die Urteile wurden am 15. November 2012 vom Berufungsgericht in Rom bestätigt.

### Ablehnung einer Vollstreckung in Deutschland
Das Amtsgericht Kempten lehnte den Antrag auf Vollstreckung der lebenslangen Freiheitsstrafe gegen Riss im April 2015 ab (Pistor und Jauss waren inzwischen verstorben). Die zuständige Richterin kam zu diesem Urteil, da das italienische Urteil auf der Grundlage von Vermutungen erfolgt sei, die auf der Zugehörigkeit zu einer Abteilung und dem militärischen Grad beruhten. Darüber hinaus wären die Verteidigungsrechte der Angeklagten beeinträchtigt gewesen. Dieses Urteil erging, obwohl sich die italienischen Urteile in der Sache auf je eine britische und eine US-amerikanische Ermittlung stützten.

## Gedenken

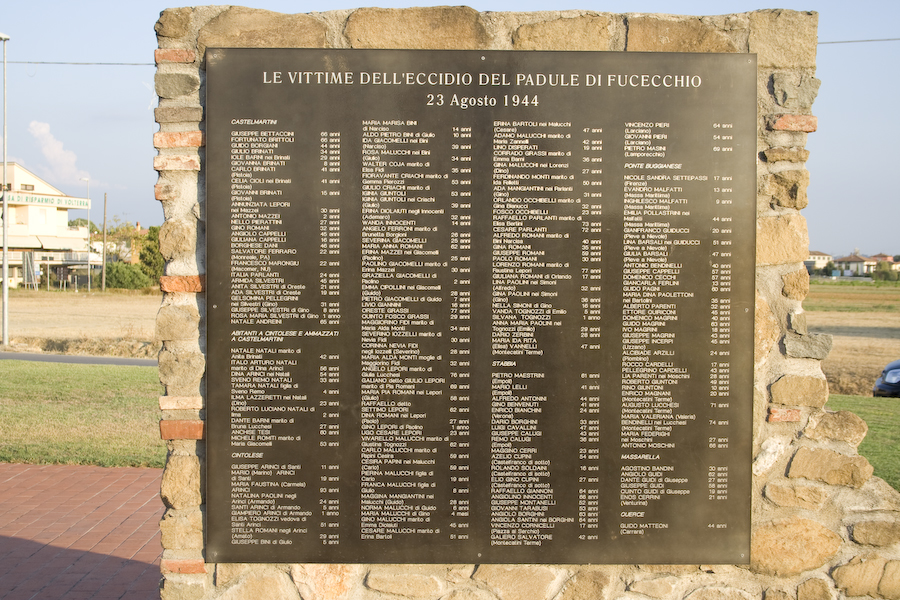
Tafel mit Namen der Opfer in Castelmartini, Larciano

Da die Truppen weiträumig agierten, gibt es zahlreiche Orte und Plätze, an denen die Massaker stattfanden; daher gibt es ebenfalls zahlreiche Denkmale für die Opfer. Das Denkmal, das sich bei Castelmartini (Larciano) befindet und am 16. September 2002 vom italienischen Staatspräsidenten Carlo Azeglio Ciampi eingeweiht wurde, bildet die zentrale Gedenkstätte.
Am Casa Simoni bei Monsummano Terme befindet sich eine Steintafel, die auf 23 Zivilisten verweist, die dort ermordet wurden.